# Пуансо, Луи
Луи́ Пуансо́ (фр. Louis Poinsot; 3 января 1777, Париж — 5 декабря 1859, там же) — французский математик и механик, академик Парижской Академии наук (1813); пэр Франции (1846), сенатор (1852). Известен своими трудами в области геометрии и механики.

## Биография
Родился в Париже 3 января 1777 года; учился в лицее Людовика Великого. Осенью 1794 года он решил поступить в только что организованную Политехническую школу. В число вступительных экзаменов входил экзамен по математике; в коллеже Пуансо изучал только арифметику, и ему пришлось перед экзаменом самостоятельно проштудировать учебник геометрии. На экзамене выяснилось, что нужно знать ещё и алгебру; Пуансо пообещал, что выучит её к началу занятий. Ему поверили, и он оказался в составе первого набора студентов Политехнической школы.
В 1797 году Пуансо покинул Политехническую школу и перешёл в Школу мостов и дорог, решив стать инженером путей сообщения; в конце концов, однако, он предпочёл математику прикладным наукам. В 1804—1809 гг. Пуансо работал преподавателем математики в Лицее Бонапарта, затем вернулся в Политехническую школу и до 1816 года занимал там должность профессора анализа и механики (а потом, после реорганизации школы, ещё десять лет был в ней экзаменатором). В 1809—1824 гг. — генеральный инспектор Французского университета. В период Июльской монархии был (с 1840 года) членом Королевского совета народного просвещения.
После смерти Лагранжа (1813 г.) Пуансо был избран на его место в Институт Франции (то есть в Парижскую Академию наук). В 1852 году, с установлением Второй империи, был возведён в сенаторы.

## Научная деятельность
Основные научные исследования Пуансо посвящены математике (теория чисел, геометрия) и механике.

### Математика

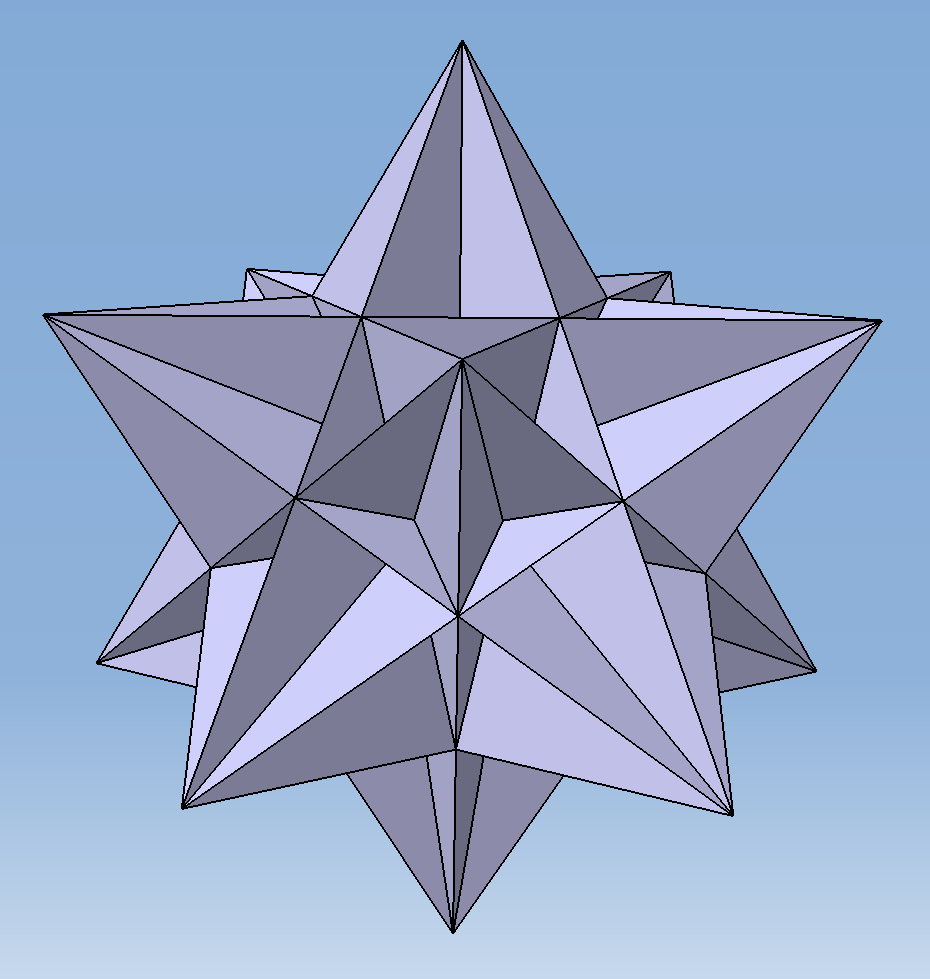
Большой икосаэдр

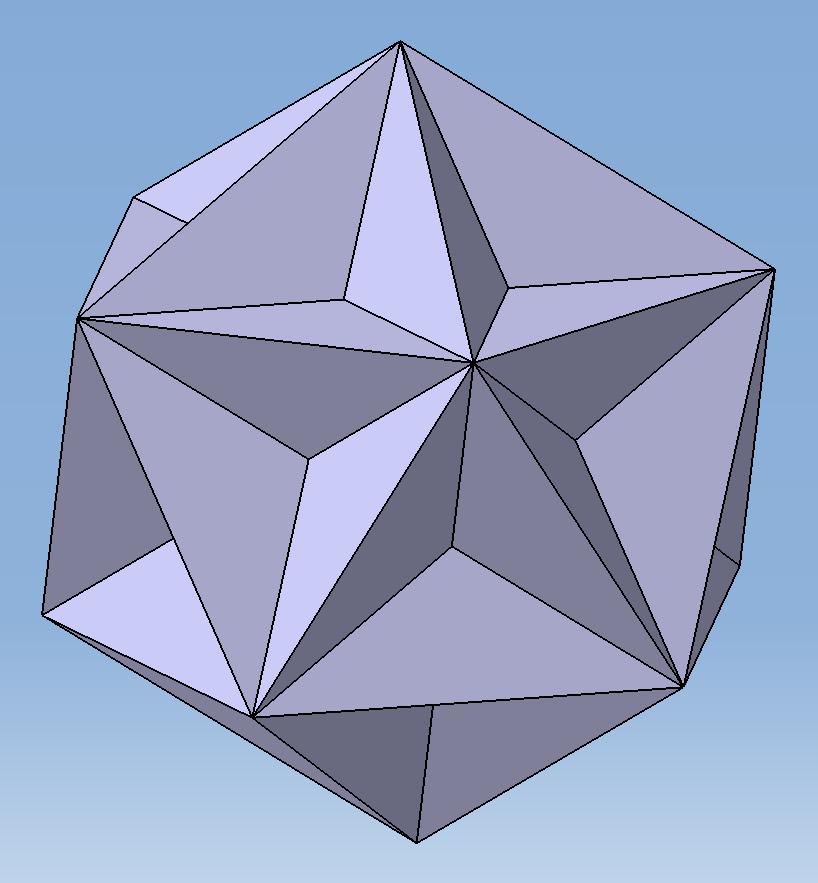
Большой додекаэдр

В области теории чисел Пуансо исследовал простые корни алгебраических уравнений, представление числа в виде разности двух корней, некоторые диофантовы уравнения.
В области геометрии изучал правильные звёздчатые многогранники. Как показал Коши в 1811 году, существует всего 4 таких многогранника (называемых телами Кеплера — Пуансо): два из них были открыты Иоганном Кеплером (1619), а два оставшихся — большой додекаэдр и большой икосаэдр — открыл Пуансо (1809).
В мемуаре «Общая теория равновесия и движения систем» (1806) Пуансо исследовал теорию кривых и выяснил принципы построения нормалей к ним.

### Механика
Для научной методологии Пуансо-механика характерно последовательное применение строгой математической теории к конкретным задачам, берущим начало из практики. Он добивается полной отчётливости тех научных абстракций и моделей, которыми пользуется при исследовании вопросов механики. Помимо этого, Пуансо предпочитает опираться на геометрическую трактовку таких вопросов, желая наиболее ясно схватить общие качественные особенности изучаемых явлений (которые могут ускользнуть от внимания исследователя, ограничивающегося лишь аналитическим анализом. Ценность этих двух принципиальных методологических аспектов обусловливается для Пуансо тем, что механика должна непосредственно обслуживать запросы практики, а поэтому весьма важны строгая обоснованность научных выводов, соответствие используемых научных абстракций и теоретических моделей реальности, получение качественной картины явлений — столь же необходимой для практика-инженера, сколь и детальный количественный расчёт.

#### Трактат «Начала статики»
В области геометрической статики главнейшими трудами Пуансо стали мемуар «О сложении моментов и площадей в механике» (фр. «Mémoire sur la composition des moments et des aires dans la Mécanique»; представлен Парижской академии наук в 1803 году, опубликован в следующем году) и трактат «Начала статики» (фр. «Éléments de statique»; вышел первым изданием в том же 1803 году). Данный трактат многократно переиздавался и более столетия оставался ходовым учебником статики; в нём геометрическая статика впервые была представлена в таком аспекте, в каком её и теперь излагают во всех высших технических учебных заведениях.
Во введении к данному трактату Пуансо чётко обосновывает целесообразность изучения статики отдельно от динамики, не рассматривая те движения, которые могли бы сообщить материальным телам действующие на них силы.
В первой главе трактата формулируются основные аксиомы статики. Среди них: свойство находиться в равновесии двух равных и противоположно направленных сил, которые действуют вдоль одной и той же прямой (из данного свойства вытекает возможность переносить точку приложения силы вдоль линии действия данной силы); возможность прибавлять к данной системе совокупность двух сил, которые приложены к одной точке, равны по модулю и противоположны по направлению.
За аксиомами следуют четыре теоремы, в которых Пуансо определяет правила сложения параллельных и сходящихся сил. В теоремах I и II Пуансо доказывает (в духе Архимеда), что равнодействующая двух сонаправленных параллельных сил равна сумме величин сил и делит отрезок, соединяющий точки приложения исходных сил, в отношении, обратно пропорциональном их величинам. В теоремах III и IV дан геометрический вывод закона сложения двух сходящихся сил по правилу параллелограмма. Этот закон (доказывавшийся Пуансо на основе более простых утверждений) с начала XX в. стали включать в число аксиом статики; в числе первых на этот путь встали В. Л. Кирпичёв (1902), Е. Л. Николаи (1922), А. И. Некрасов (1932) и другие механики.
В данной главе Пуансо впервые вводит фундаментальное понятие о реакциях связей (которые он именует «силами сопротивления препятствий»). При этом он (также впервые) чётко формулирует принцип освобождаемости от связей:  «…сопротивления, испытываемые телом от посторонних причин, могут быть заменены соответствующими силами… после такой замены сопротивлений силами можно считать тело свободным в пространстве».
Одной из важнейших заслуг Пуансо стало введение им в статику новой, чрезвычайно важной и плодотворной абстракции — пары сил. Разработке теории пар сил посвящена существенная часть трактата; в результате была обоснована и реализована возможность изложения статики на основе принципа сложения и разложения сил, который Пуансо кладёт в основу преобразований системы сил и пар, приложенных к твёрдому телу. В частности, Пуансо показал, что действие силы на твёрдое тело не изменится, если эту силу перенести в другую точку, добавив одновременно пару сил с моментом, равным моменту данной силы относительно новой точки приложения. Важное дополнение к первой главе появилось в седьмом издании «Начал статики» (1837); там Пуансо вводит понятие центральной оси системы сил и доказывает, что при выборе центра приведения на этой оси модуль главного момента системы сил оказывается минимальным.
Вторая глава трактата («Об условиях равновесия, выраженных уравнениями») посвящена переводу содержания первой главы на язык формул; в ней также содержится рассмотрение частных подклассов систем сил. На основе теории пар оказалось возможным создать стройную теорию приведения к заданному центру произвольной системы сил, действующих на твёрдое тело, при помощи эквивалентных преобразований. Пуансо нашёл статические инварианты (характеристики систем сил, не меняющиеся при их эквивалентных преобразованиях) и проанализировал все возможные случаи приведения (отличающиеся значениями статических инвариантов). Рассматривая случай, когда как результирующая сила, так и момент результирующей пары равны нулю (случай равновесия твёрдого тела), Пуансо впервые вывел шесть уравнений равновесия твёрдого тела.
Вводя в рассмотрение «силы сопротивления опор» и применяя принцип освобождаемости от связей, Пуансо разработал теорию равновесия несвободного твёрдого тела для важнейших частных случаев: тела с одной неподвижной точкой, тела с неподвижной осью вращения, тела, опирающегося на неподвижную плоскость или на несколько таких плоскостей. В каждом из этих случаев был подробно исследован вопрос о нахождении давления тела на опоры (то есть о вычислении реакций связей).
В конце второй главы Пуансо распространяет теорию равновесия твёрдого тела на случай системы тел. При этом он опирается на принцип отвердевания, по которому находящаяся в равновесии система тел может — в этом состоянии равновесия — трактоваться как составное твёрдое тело с жёстким соединением отдельных его частей.
Третья глава трактата («„О центрах тяжести“») содержит изящные оригинальные способы определения центров тяжести тел и общие формулы для центра параллельных сил.
В четвёртой главе («О машинах»), составляющей треть всего объёма трактата, Пуансо приводит набор примеров на практическое применение изложенной в конце второй главы общей теории равновесия систем взаимосвязанных твёрдых тел. При этом он отличает машину от орудия, служащего для передачи действия сил (например, рычага), и определяет машину так:  «Машины суть не что иное, как тела или системы тел, движения которых стеснены некоторыми препятствиями».
Перечень машин, которые рассматривает Пуансо, начинается с «простых машин» (весы, ворот, винт, наклонная плоскость и другие), и завершается сложными машинами, среди которых — коленчатый рычажный пресс, зубчатые механизмы, домкрат, весы Роберваля. Пуансо впервые в рамках геометрической статики дал правильное решение парадокса весов Роберваля; его решение основывалось на параллельном переносе силы тяжести с добавлением присоединённой пары, а также на свойствах эквивалентного преобразования пар.

#### Мемуар «Общая теория равновесия и движения систем»
За ними последовал в 1806 году мемуар Пуансо «Общая теория равновесия и движения систем» (фр. «Mémoire sur la théorie générale de l'équilibre et du mouvement des systèmes»), опубликованный в «Журнале Политехнической школы». В данном мемуаре Пуансо применяет теорию пар уже к динамике, получая существенно более простые доказательства ряда результатов, найденных его предшественниками.

#### Трактат «Новая теория вращения тел»
Трактат Пуансо «Новая теория вращения тел» (фр. «Theórie nouvelle de la rotations des corps»; 1834), посвящённый в основном вопросам кинематики и динамики твёрдого тела с неподвижной точкой, явился новым существенным вкладом учёного в эти разделы механики. В кинематике он ввёл:
- понятие пары вращений  (с доказательством её эквивалентности поступательному движению);
- понятие мгновенной оси вращения твёрдого тела, совершающего сферическое движение;
- понятие центральной оси системы вращений и поступательных движений (мгновенная винтовая ось)[37].

Весьма плодотворную роль в процессе становления кинематики твёрдого тела сыграло введённое Пуансо (как в случае сферического движения, так и в общем случае пространственного движения) понятие аксоидов. В случае пространственного движения неподвижный аксоид — это множество положений, которые последовательно занимает мгновенная винтовая ось в неподвижном пространстве, а подвижный аксоид — это аналогичное множество положений, занимаемых данной осью в движущемся теле; оба этих аксоида являются линейчатыми поверхностями. Пуансо показал, что произвольное движение твёрдого тела можно представить как качение подвижного аксоида по неподвижному с возможным проскальзыванием вдоль мгновенной винтовой оси.
В случае сферического движения мгновенная винтовая ось превращается в мгновенную ось вращения, а аксоиды представляют собой конические поверхности с общей вершиной в неподвижной точке (при этом неподвижный аксоид служит геометрическим местом положений оси мгновенного вращения в неподвижном пространстве, а подвижный — геометрическим местом таких же положений, но в теле). Предыдущий результат Пуансо переходит в утверждение о возможности представить произвольное сферическое движение качением без проскальзывания подвижного аксоида по неподвижному.
Наконец, в случае плоского движения достаточно вместо аксоидов рассматривать центроиды — кривые пересечения аксоидов с плоскостью движения (эти кривые являются траекториями мгновенного центра скоростей соответственно на неподвижной плоскости и плоскости, перемещающейся вместе с телом). В данном случае Пуансо получил, что при плоском движения подвижная центроида всегда катится по неподвижной без скольжения.
В динамике твёрдого тела Пуансо весьма успешно использовал понятие эллипсоида инерции (само это понятие было введено О. Л. Коши в 1827 г.). В частности, ему удалось получить наглядную геометрическую интерпретацию движения твёрдого тела с неподвижной точкой в случае Эйлера (случай движения тяжёлого твёрдого тела, закреплённого в своём центре тяжести; впервые исследован Эйлером в 1758 году): оказалось, что в данном случае («движение Эйлера — Пуансо») эллипсоид инерции данного тела катится по некоторой неподвижной плоскости {\displaystyle {\mathcal {P}}} без проскальзывания; данная плоскость ортогональна вектору кинетического момента тела.
Как показал Пуансо, такое качение происходит всё время в одном направлении (но не обязательно с одинаковой скоростью). Точка касания эллипсоида инерции с плоскостью {\displaystyle {\mathcal {P}}} (полюс) перемещается как по плоскости, так и по поверхности эллипсоида; кривую, описываемую ей на плоскости, Пуансо назвал герполодией — от греч. ἕρπειν (herpein) ‘ползать’, а аналогичную кривую на поверхности эллипсоида — полодией. При этом полодия служит направляющей подвижного аксоида, а герполодия — неподвижного; полюс же выступает как точка, в которой луч, выпущенный из неподвижной точки {\displaystyle O} в направлении вектора угловой скорости {\displaystyle \omega }, пересекает эллипсоид инерции.
Пуансо исследовал также стационарные вращения твёрдого тела с неподвижной точкой в случае Эйлера (речь идёт о движениях, при которых ось угловой скорости неподвижна в твёрдом теле). Он доказал, что такое тело допускает стационарное вращение вокруг любой из своих главных осей инерции, а других стационарных вращений нет.
Анализируя структуру полодий в окрестностях точек пересечения главных осей инерции с эллипсоидом инерции, Пуансо в случае трёхосного эллипсоида инерции (у которого все главные моменты инерции различны: {\displaystyle A>B>C}) установил, что движение оси мгновенного вращения (но не само стационарное вращение) устойчиво в окрестности осей инерции, отвечающих наибольшему и наименьшему главным моментам инерции ({\displaystyle A} и {\displaystyle C\;}), и неустойчиво в окрестности оси, отвечающей среднему моменту {\displaystyle B}. Эту неустойчивость, обнаруженную Пуансо, иногда называют эффектом Джанибекова, по имени космонавта, заметившего её проявления в движении тел в невесомости (хотя она была известна задолго до него и обычно демонстрируется в лекционных экспериментах в курсах классической механики).

### Небесная механика
В работе «Теория и определение экватора Солнечной системы» (1828) Пуансо уточняет выполненные Лапласом расчёты положения неизменяемой плоскости Лапласа. Если Лаплас в ходе своих выкладок считал планеты материальными точками, то Пуансо учитывает те вклады, которые вносят в кинетический момент Солнечной системы вращение планет вокруг их осей и движение спутников планет.

## Научные труды
- Éléments de statique, Paris, 1803.
- Mémoire sur la composition des moments et des aires dans la Mécanique, 1804.
- Mémoire sur la théorie générale de l'équilibre et du mouvement des systèmes, 1806.
- Sur les polygones et les polyèdres, 1809.
- Mémoire sur les polygones et les polyédres réguliers, 1810.
- Mém. sur l’application de l’algèbre à la thé orie des nombres, 1810.
- Théorie et détermination de l'équateur du système solaire, 1828.
- Theórie nouvelle de la rotations des corps, 1834.
- Sur une certaine d émonstration du principe des vitesses virtuelles, 1838.
- Mémoire sur les cônes circulaires roulantes, 1853.
- Questions dynamiques. Sur la percussion des corps, 1857, 1859.

В переводе на русский язык:
- Пуансо Л.  Начала статики. — Петроград: Науч.-техн. изд-во, 1920. — 213 с.

## Память
В 1970 году Международный астрономический союз присвоил имя Луи Пуансо кратеру на обратной стороне Луны.